# Light (Veni Domine)
Light è un album in studio del gruppo musicale Veni Domine, pubblicato nel 2008 dalla Massacre Records.

## Tracce
1. In Memoriam – 11:55
2. Farewell – 6:20
3. Hope – 8:14
4. Where the Story Ends – 8:06
5. Preludium – 1:38
6. Last Silence Before Eternity – 7:05
7. The Hour of Darkness – 7:53
8. Waiting – 6:52
9. Oh Great City 2014 – 9:32

## Formazione
- Fredrik Sjöholm - voce, chitarra
- Torbjörn Weinesjö - chitarra
- Olov Andersson - tastiera
- Klas Pettersson - basso
- Thomas Weinesjö - batteria, percussioni